# Ева Меліхарова
Ева Меліхарова (чеськ. Eva Melicharová; нар. 2 лютого 1970) — колишня чеська тенісистка.
Найвищу одиночну позицію світового рейтингу — 234 місце досягла 21 червня 1993, парну — 47 місце — 26 січня 1998 року.
Здобула 1 одиночний та 2 парні титули.
Найвищим досягненням на турнірах Великого шолома був чвертьфінал в змішаному парному розряді.
Завершила кар'єру 2001 року.

## Фінали Туру WTA

### Парний розряд: 5 (2–3)
| Легенда      |   |
| Великий шлем | 0 |
| Tier I       | 0 |
| Tier II      | 0 |
| Tier III     | 0 |
| Tier IV & V  | 1 |

| Титули за покриттям |   |
| Тверде              | 0 |
| Ґрунт               | 1 |
| Трава               | 1 |
| Килим               | 0 |

| Результат | Ранг | Дата           | Турнір                                         | Покриття  | Партнерка       | Суперниці                        | Рахунок                |
| --------- | ---- | -------------- | ---------------------------------------------- | --------- | --------------- | -------------------------------- | ---------------------- |
| Поразка   | 1.   | 12 травня 1996 | Budapest, Угорщина                             | Ґрунт     | Радка Бобкова   | Катріна Адамс Деббі Грем         | 3–6, 6–7(3)            |
| Поразка   | 2.   | 16 лютого 1997 | Linz Open, Австрія                             | Килим (i) | Гелена Вілдова  | Александра Фусаї Наталі Тозья    | 6–4, 3–6, 1–6          |
| Перемога  | 3.   | 21 червня 1997 | Rosmalen Grass Court Championships, Нідерланди | Трава     | Гелена Вілдова  | Каріна Габшудова Флоренсія Лабат | 6–3, 7–6(6)            |
| Перемога  | 4.   | 3 серпня 1997  | Gastein Ladies, Австрія                        | Ґрунт     | Гелена Вілдова  | Радка Бобкова Вілтруд Пробст     | 6–2, 6–2               |
| Поразка   | 5.   | 20 червня 1998 | Росмален, Нідерланди                           | Трава     | Кетеліна Крістя | Сабін Аппельманс Міріам Ореманс  | 7–6(4), 6–7(6), 6–7(5) |

## Фінали ITF
| Легенда          |
| ---------------- |
| турніри $100,000 |
| $75,000 турніри  |
| $50,000 турніри  |
| турніри $25,000  |
| турніри $10,000  |

### Одиночний розряд (1–0)
| Результат | Ранг | Дата           | Турнір            | Покриття | Суперниця               | Рахунок  |
| --------- | ---- | -------------- | ----------------- | -------- | ----------------------- | -------- |
| Перемога  | 1.   | 25 лютого 1991 | Валенсія, Іспанія | Ґрунт    | Крістіна Торренс-Валеро | 7–5, 6–2 |

### Парний розряд (24–14)
| Результат | Ранг | Дата              | Турнір                           | Покриття   | Партнерка           | Суперниці                                 | Рахунок          |
| --------- | ---- | ----------------- | -------------------------------- | ---------- | ------------------- | ----------------------------------------- | ---------------- |
| Перемога  | 1.   | 24 квітня 1989    | Дубровник, Югославія             | Ґрунт      | Івана Янковська     | Лілі Неясмич Мері Неясмич                 | 1–0 ret.         |
| Поразка   | 2.   | 29 травня 1989    | Катовиці, Польща                 | Ґрунт      | Івана Янковська     | Сильвія Чопек Магдалена Фейстель          | 3–6, 6–4, 1–6    |
| Перемога  | 3.   | 7 серпня 1989     | Падерборн, Західна Німеччина     | Ґрунт      | Івана Янковська     | Олена Брюховець Євгенія Манюкова          | 6–4, 6–2         |
| Перемога  | 4.   | 14 серпня 1989    | Ребек, Бельгія                   | Ґрунт      | Івана Янковська     | Меді Дадох Светлана Кривенчева            | 6–1, 6–3         |
| Поразка   | 5.   | 18 вересня 1989   | Рабаць, Югославія                | Ґрунт      | Івана Янковська     | Агнесе Густмане Катержина Крупова-Шишкова | 1–6, 4–6         |
| Перемога  | 6.   | 25 вересня 1989   | Малий Лошинь, Югославія          | Ґрунт      | Івана Янковська     | Карін Балекова Їтка Дубцова               | 6–2, 6–2         |
| Перемога  | 7.   | 9 жовтня 1989     | Бол, Югославія                   | Ґрунт      | Івана Янковська     | Радка Бобкова Петра Рацлавська            | 6–3, 3–6, 6–2    |
| Перемога  | 8.   | 16 жовтня 1989    | Супетар, Югославія               | Ґрунт      | Івана Янковська     | Агнесе Блумберга Комлева Світлана         | 6–2, 6–3         |
| Поразка   | 9.   | 26 лютого 1990    | Ашкелон, Ізраїль                 | Тверде     | Івана Янковська     | Мішель Андерсон Робін Філд                | 3–6, 4–6         |
| Поразка   | 10.  | 5 березня 1990    | Хайфа, Ізраїль                   | Тверде     | Івана Янковська     | Мішель Андерсон Робін Філд                | 2–6, 2–6         |
| Перемога  | 11.  | 16 квітня 1990    | Неаполь, Італія                  | Ґрунт      | Івана Янковська     | Міхаела Фріммерова Река Сіксаї            | 6–3, 6–4         |
| Перемога  | 12.  | 4 червня 1990     | Мантуя, Італія                   | Ґрунт      | Івана Янковська     | Басукі Яюк Сузанна Вібово                 | 6–3, 7–5         |
| Поразка   | 13.  | 2 липня 1990      | Штутгарт, Західна Німеччина      | Ґрунт      | Івана Янковська     | Керрі-Енн Г'юз Деніелл Джонс              | 4–6, 7–6, 3–6    |
| Поразка   | 14.  | 20 травня 1991    | Катовиці, Польща                 | Ґрунт      | Івана Янковська     | Магдалена Фейстель Гелена Вілдова         | 4–6, 7–6, 0–6    |
| Поразка   | 15.  | 1 червня 1992     | Бриндізі, Польща                 | Ґрунт      | Івана Янковська     | Наталі Бодон Крістіна Сальві              | 6–4, 3–6, 2–6    |
| Перемога  | 16.  | 13 липня 1992     | Сецце, Італія                    | Ґрунт      | Івана Янковська     | Джастін Годдер Кіррілі Шарп               | 7–6(1), 5–7, 7–5 |
| Перемога  | 17.  | 10 травня 1993    | Путіньяно, Італія                | Тверде     | Івана Янковська     | Сусанна Аттілі Елена Савольді             | 6–3, 6–7(6), 6–4 |
| Перемога  | 18.  | 19 липня 1993     | Сецце, Італія                    | Ґрунт      | Івана Янковська     | Лаура Монтальво Валентіна Соларі          | 6–2, 7–5         |
| Поразка   | 19.  | 6 вересня 1993    | Клагенфурт-ам-Вертерзе, Австрія  | Ґрунт      | Івана Янковська     | Квета Пешке Яна Поспішилова               | 4–6, 6–7         |
| Перемога  | 20.  | 20 вересня 1993   | Капуя, Італія                    | Ґрунт      | Івана Янковська     | Флора Перфетті Франческа Романо           | 6–3, 3–6, 7–6    |
| Перемога  | 21.  | 27 вересня 1993   | Кірхгайм, Австрія                | Ґрунт      | Івана Янковська     | Петра Рацлавська Катержина Шишкова        | 6–1, 6–7, 6–1    |
| Поразка   | 22.  | 6 вересня 1993    | Вітковиці (Острава), Чехія       | Тверде     | Івана Янковська     | Квета Пешке Домініка Горецька             | 5–7, 6–2, 6–7    |
| Перемога  | 23.  | 13 грудня 1993    | Пршеров, Чехія                   | Тверде     | Івана Янковська     | Ріта Куті-Кіш Петра Мандула               | 3–6, 7–5, 6–1    |
| Поразка   | 24.  | 31 січня 1994     | Кобург (місто), Німеччина        | Килим      | Івана Янковська     | Катажина Теодорович Гелена Вілдова        | 2–6, 6–7         |
| Поразка   | 25.  | 14 березня 1994   | Реймс, Франція                   | Ґрунт      | Івана Янковська     | Габі Горенгель Елісон Сміт                | 6–4, 6–7, 5–7    |
| Перемога  | 26.  | 15 травня 1994    | Будапешт, Угорщина               | Ґрунт      | Гелена Вілдова      | Віраг Чурго Андреа Темешварі              | 6–2, 6–4         |
| Поразка   | 27.  | 11 грудня 1994    | Сержі-Понтуаз, Франція           | Тверде (i) | Катержина Шишкова   | Анжелік Олів'є Елена Пампулова            | 1–6, 4–6         |
| Поразка   | 28.  | 27 лютого 1995    | Простейов, Чехія                 | Тверде (i) | Катажина Теодорович | Мартіна Хінгіс Петра Лангрова             | 6–7(4), 2–6      |
| Перемога  | 29.  | 24 квітня 1995    | Будапешт, Угорщина               | Ґрунт      | Гелена Вілдова      | Александра Фусаї Крістін Годрідж          | 6–3, 6–4         |
| Перемога  | 30.  | 15 травня 1995    | Тортоса, Іспанія                 | Ґрунт      | Ленка Немечкова     | Естефанія Боттіні Гала Леон Гарсія        | 6–3, 7–6         |
| Поразка   | 31.  | 14 серпня 1995    | Марибор, Словенія                | Ґрунт      | Гелена Вілдова      | Лаура Гарроне Тіна Кріжан                 | 4–6, 6–3, 2–6    |
| Перемога  | 32.  | 13 листопада 1995 | Нойштадт-ан-дер-Донау, Німеччина | Килим (i)  | Гелена Вілдова      | Ольга Благотова Яна Мацурова              | 7–5, 6–3         |
| Перемога  | 33.  | 3 грудня 1995     | Лімож, Франція                   | Тверде     | Гелена Вілдова      | Ева Мартінцова Елена Пампулова            | 6–3, 0–6, 6–4    |
| Перемога  | 34.  | 9 грудня 1996     | Пршеров, Чехія                   | Килим      | Катержина Шишкова   | Мілена Неквапілова Гана Шромова           | 6–2, 7–6(5)      |
| Перемога  | 35.  | 12 квітня 1998    | Дубровник, Хорватія              | Ґрунт      | Гелена Вілдова      | Бланка Кумбарова Міхаела Паштікова        | 5–7, 6–4, 6–4    |
| Перемога  | 36.  | 20 грудня 1998    | Пругониці, Чехія                 | Килим (i)  | Гелена Вілдова      | Людмила Черванова Магдалена Кучерова      | 4–6, 6–3, 6–4    |
| Перемога  | 37.  | 17 липня 1999     | Пухгайм, Німеччина               | Ґрунт      | Светлана Кривенчева | Кірстін Фрає Зіна Шрайбер                 | 6–2, 6–4         |
| Перемога  | 38.  | 1 серпня 1999     | Ле-Контамін-Монжуа, Франція      | Тверде     | Каролін Денін       | Х'яна Гутьєррес Андреа ван ден Гурк       | 6–4, 6–2         |